# Хале (Зале)
Вижте пояснителната страница за други значения на Хале.
Хале (на немски: Halle), с пълно официално име Хале (Зале) [Halle (Saale)] е най-големият град в провинция Саксония-Анхалт, Германия.
В миналото е наричан Хал в Саксония (Hall in Sachsen) през XV – XVII в., Хале на Зале (Halle an der Saale) от началото на XX в., Хале/Зале (Halle/Saale) в периода 1965 – 1995 г.
Населението му е от 244 116 жители към 31 декември 2022 г. Площта му е 135,02 км², а гъстотата на населението е 1725 д./км².
Разположен е на плавателната за речни кораби река Зале, която се посочва в официалното име на града.

## Известни личности
Родени в Хале
- Георг Фридрих Хендел (1685 – 1759), композитор
- Георг Листинг (р. 1987), басист от „Токио Хотел“

Починали в Хале
- Кристиан Волф (1679 – 1754), философ
- Георг Кантор (1845 – 1918), математик

Свързани с Хале
- Петер Симон Палас (1741 – 1811), знаменит биолог, учил в града през 1750-те
- Александър Стамболийски (1879 – 1923), български политик, учил философия в края на 1890-те
- Веселин Бешевлиев (1900 – 1992), български историк и филолог, учил класическа филология в началото на 1920-те
- Дончо Костов (1897 – 1949), български биолог, завършил агрономство през 1924 г.
- Андон Геров (1904 – 2000), български професор по животновъдство

## Фотогалерия
- Старинна улица
- Нова пешеходна улица
- Централната гара
- Река Зале
- Зоологическата градина
- Родната къща на Георг Фридрих Хендел